# Jardim de Angicos
Jardim de Angicos é um município brasileiro do estado do Rio Grande do Norte. De acordo com estimativa do Instituto Brasileiro de Geografia e Estatística no ano 2024, sua população era de 2.493 habitantes. Área territorial de 254 km².
Jardim de Angicos é a terra da primeira mulher eleita prefeita da América Latina, Alzira Soriano, quando foi eleita prefeita de Lajes no final da década de 1920.

## Organização Político-Administrativa
Sendo um município do Brasil, Jardim de Angicos é administrada por dois poderes, o executivo e o legislativo, independentes e harmônicos entre si. O primeiro é representado pelo prefeito, auxiliado pelo seu gabinete de secretários e eleito pelo voto popular para um mandato de quatro anos, sendo permitida uma única reeleição para mais um mandato consecutivo, enquanto que o segundo é representado pela Câmara Municipal de Jardim de Angicos, órgão colegiado de representação dos munícipes que é composto por vereadores também eleitos por sufrágio universal.
As atuais autoridades que ocupam cargos da organização político-administrativa de Jardim de Angicos são as seguintes (data: 4 de fevereiro de 2024):
- Prefeito: Carlos Andre Camara Bezerra - UNIÃO (2021-)[8];
- Vice-prefeito: Moacir Alves Guimaraes Junior - PSD (2021-)[8];
- Presidente da câmara: José Humberto de Lima Júnior "Betinho" - UNIÃO (2023-)[8][9].